# La Terre (film, 1957)
Pour les articles homonymes, voir Terre (homonymie).
Pour plus de détails, voir Fiche technique et Distribution.
La Terre (Земя, Zemya) est un film bulgare réalisé par Zahari Zhandov, sorti en 1957.

## Fiche technique
- Titre : La Terre
- Titre original : Земя (Zemya)
- Réalisation : Zahari Zhandov
- Scénario : Veselin Hanchev d'après le roman d'Elin Pelin
- Musique : Lyubomir Pipkov
- Photographie : Boncho Karastoyanov
- Montage : Elena Popova
- Société de production : Boyana Film
- Pays :  Bulgarie
- Genre : Drame
- Durée : 102 minutes
- Dates de sortie : 
  -  Bulgarie : 4 mars 1957

## Distribution
- Bogomil Simeonov : Enyo
- Slavka Slavova : Stanka
- Ginka Stancheva : Tzveta
- Elena Hranova : la mère de Tzveta
- Stefan Petrov : Ivan
- Kunka Baeva : Ana
- Borislav Ivanov : Bazuneka
- Nikolay Doychev : Ilcho

## Distinctions
Le film a été présenté en sélection officielle en compétition au Festival de Cannes 1957.